# Paulig
Paulig eller Oy Gustav Paulig Ab er en finsk fødevarekoncern. Virksomheden er specialiseret indenfor import af kolonialvarer som kaffe, te, kakao og krydderier. I 2012 var Pauligs omsætning på 858 mio. Euro og der var 1.846 ansatte. Hovedkvarteret ligger i Helsinki. Der satses primært på markedet i Norden og Nordeuropa.

## Historie
Grundlæggeren konsul Gustav Paulig (1850–1907) stammede fra Lübeck. Hans søn Eduard Paulig (1889–1953) udviklede ristningsteknikkerne og etablerede direkte kontakter i de kaffeproducerende lande. Dennes søn Henrik Paulig (1915–1982), som var i spidsen for virksomheden fra 1947 til 1973, udvidede aktiviteterne betydeligt.
Paulig fremstiller kaffeprodukter, is, te og krydderier. Paulig var først i Finland med et industrielt kafferisteri (1904) og i 1942 grundlagde de Nordens første fryseanlæg til dybfrost af fødevarer. Denne forretning var man ene om i Finland frem til 1987. Under 2. verdenskrig blev kaffeimporten sat helt i bero. 
I 1971 afstod virksomheden sin handel med kolonialvarer og investerede i stedet for i rederivirksomhed.
Siden 1989 har Paulig markedsført Santa Maria krydderier i Finland og de ejer Lihel Oy, som i Esbo fremstiller krydderier til industrien. I 2005 opkøbte Paulig en norsk krydderifabrik. Virksomheden har en krydderifabrik i Danmark og en andel i et et kafferisteri i Norge. 

## Ekstern henvisning
- Pauligs website